# Pseudoboletia
Genre
Pseudoboletia est un genre d'oursins (échinodermes) de la famille Toxopneustidae.

## Caractéristiques
Ce sont des oursins réguliers de forme circulaire, bombés (jusqu'à subconique) mais aplatis dorsalement et avec une face orale presque parfaitement plane. Le disque apical est hémicyclique. Les aires ambulacraires et interambulacraires sont très séparées (y compris sur le test nu), et laissent des bandes nues interradiales et perradiales très visibles sur la face aborale. Les plaques ambulacraires sont polygéminées, avec 4 ou 5 paires de pores par plaque composée, arrangées en arcs. Les plaques ambulacraires portent chacune un unique tubercule primaire. Les plaques interambulacraires portent un tubercule primaire et de gros tubercules secondaires disposés en séries horizontales. Les encoches buccales sont profondes et divisées par une arête longitudinale. Les auricules sont soudées perradialement.
On les trouve principalement dans les eaux tropicales de l'Indo-Pacifique et des Caraïbes.

## Systématique
Le genre Pseudoboletia a été décrit par le naturaliste allemand Franz Hermann Troschel en 1869.

### Liste d'espèces
Selon World Register of Marine Species (28 juillet 2021) :
- Pseudoboletia atlantica H.L. Clark, 1912 -- Atlantique central (îles Sainte-Hélène et Ascension)
- Pseudoboletia indiana (Michelin, 1862) -- Indo-Pacifique
- Pseudoboletia maculata Troschel, 1869 -- Indo-Pacifique occidental
- Pseudoboletia occidentalis H.L. Clark, 1921 -- Caraïbes (Barbade)

ITIS (25 octobre 2013) ne connait que l'espèce P. maculata, et NCBI (25 octobre 2013) n'y ajoute que P. indiana.

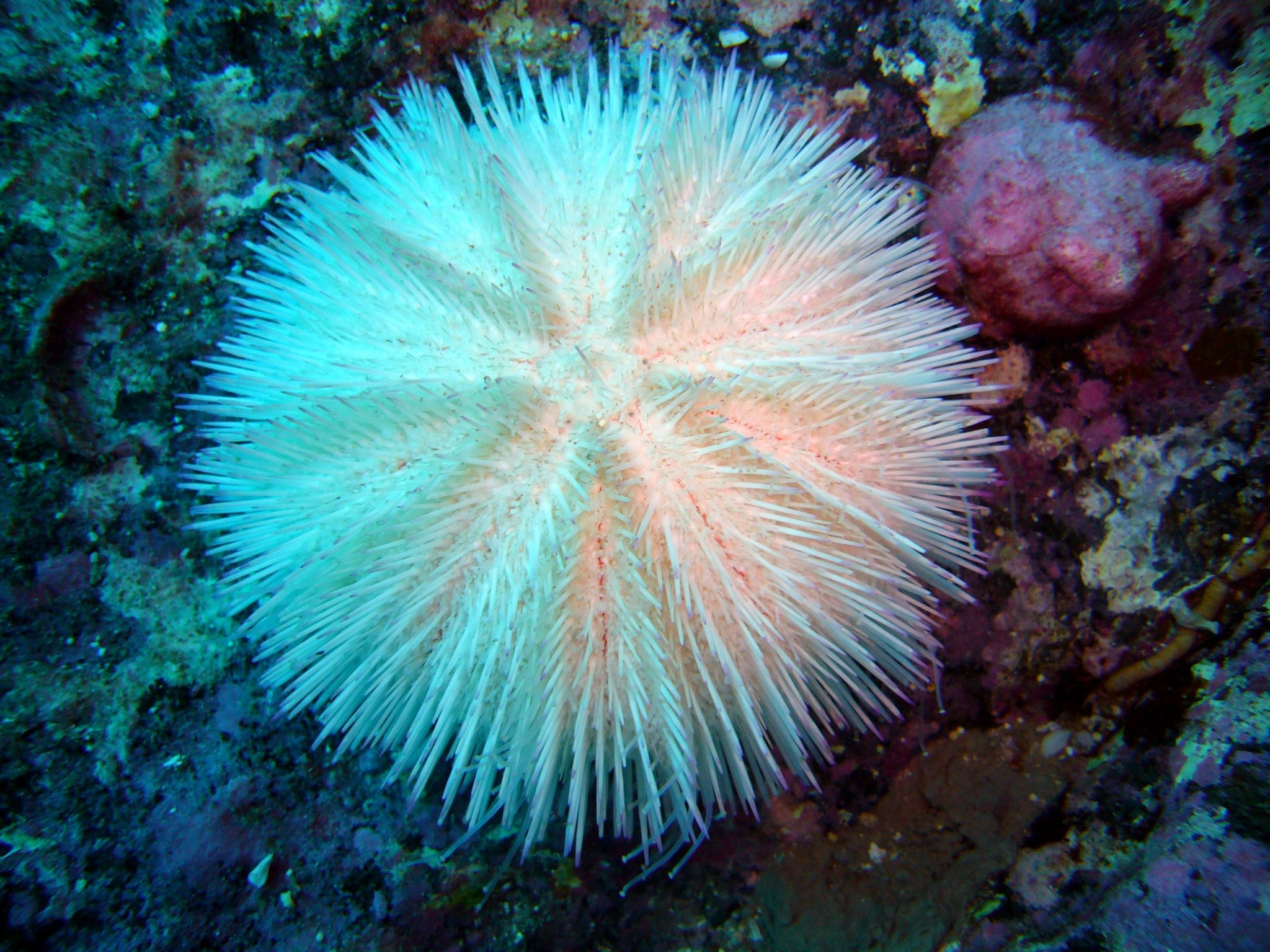
Pseudoboletia indiana
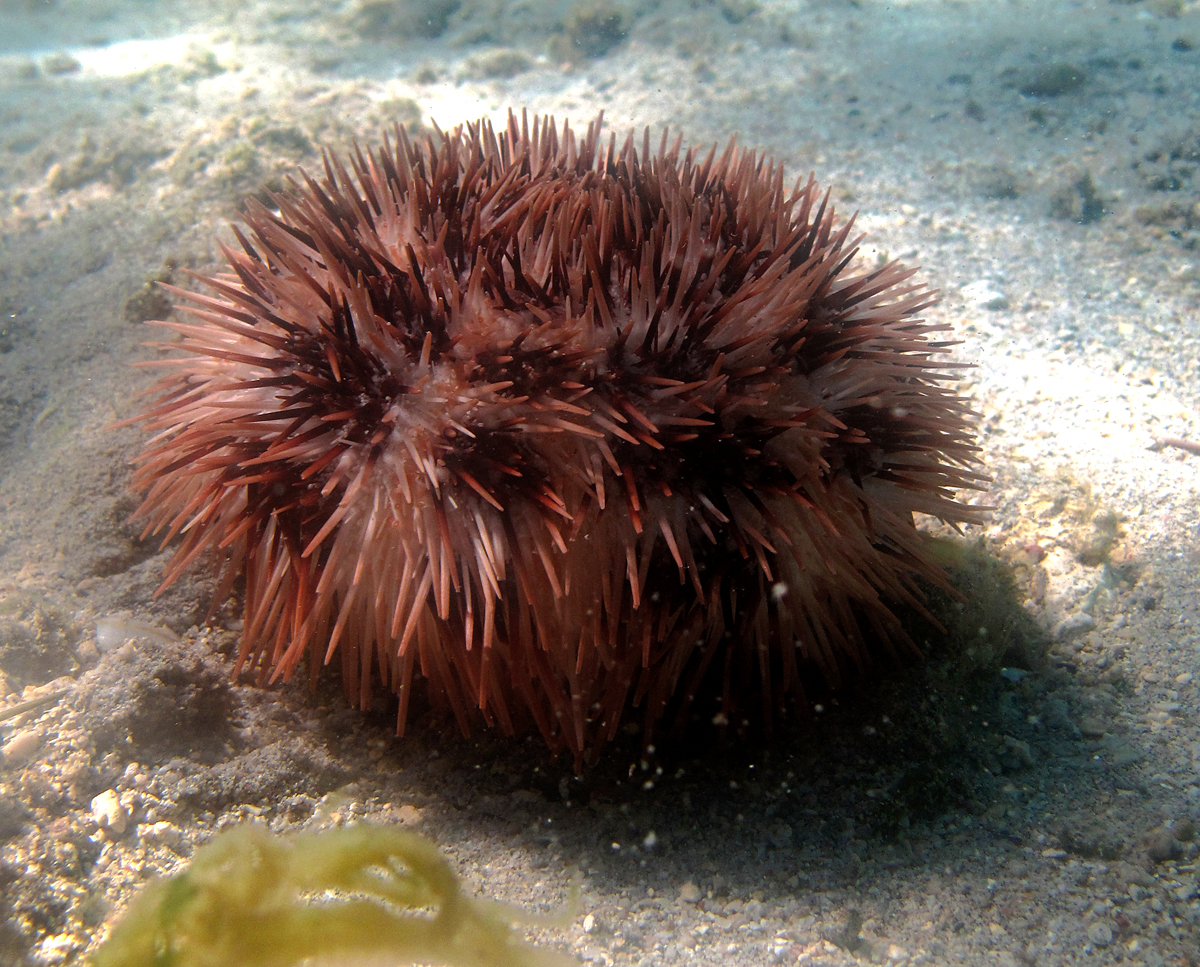
Pseudoboletia maculata
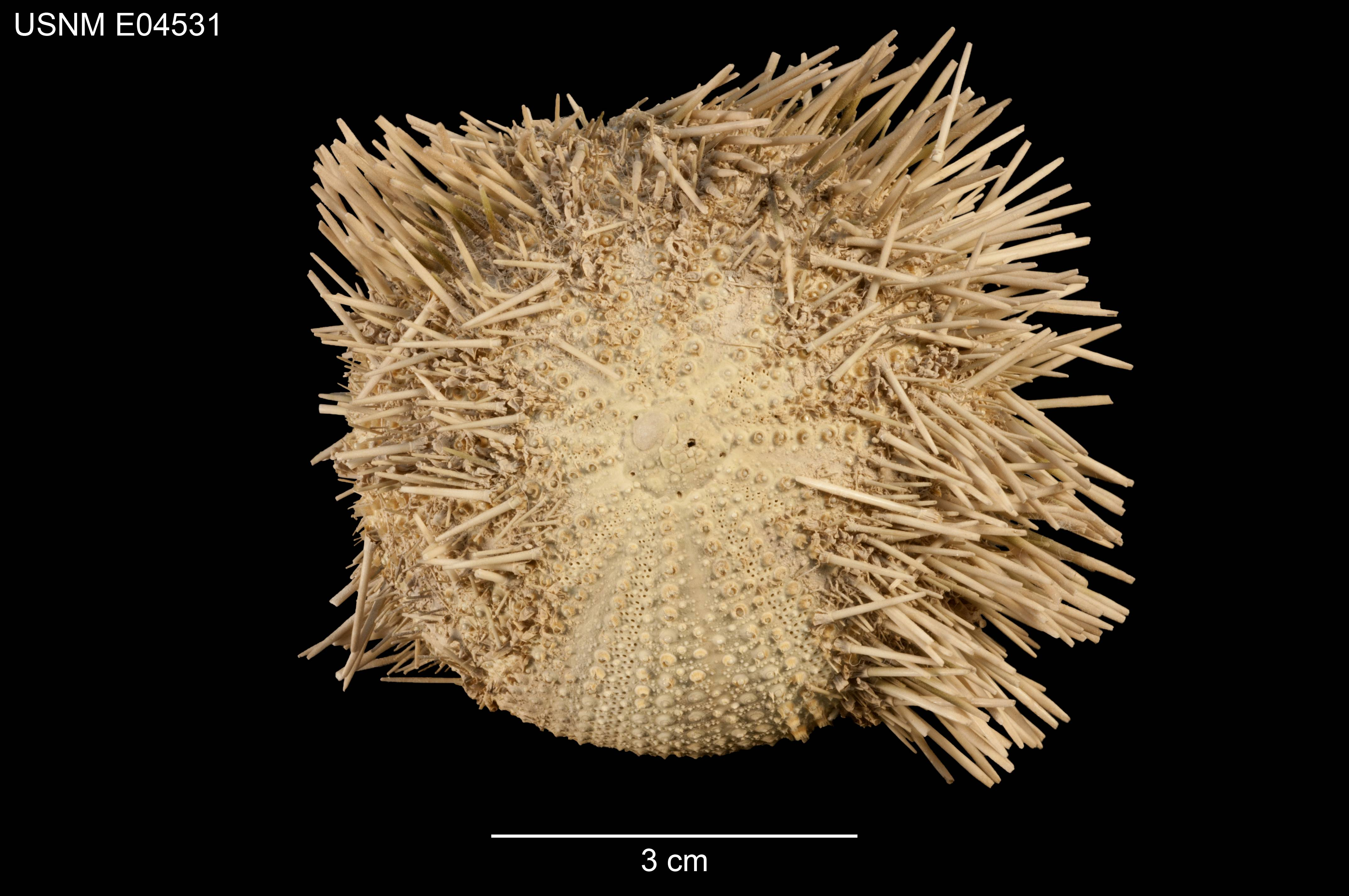
Pseudoboletia occidentalis